# Atherton (Kalifornien)
Atherton ist eine Stadt im San Mateo County im US-Bundesstaat Kalifornien mit 7188 Einwohnern (Stand: 2020).
Atherton ist für seinen Reichtum bekannt; 1990 und 2019 wurde Atherton als Stadt mit dem höchsten Pro-Kopf-Einkommen unter den US-Städten mit einer Bevölkerung zwischen 2.500 und 9.999 Einwohnern eingestuft, und es wird regelmäßig als teuerste Postleitzahl in den Vereinigten Staaten eingestuft.

## Geschichte
1866 war Atherton unter dem Namen Fair Oaks bekannt und war ein Bedarfshalt an der kalifornischen Küstenlinie der Southern Pacific Railroad zwischen San Francisco und San Jose für die Besitzer der großen Anwesen, die nördlich von Menlo Park lebten. Das gesamte Gebiet wurde Menlo Park genannt. Es gehörte zum Rancho de las Pulgas, das den größten Teil des Gebietes bedeckt hatte, das heute zum southern San Mateo County gehört. Es gab mehrere Versuche, Fair Oaks einzubeziehen, einen 1874 und einen weiteren 1911.
1923 wollte Menlo Park seine Ländereien eingliedern, um die Fair Oaks Ländereien einzubeziehen. Während eines Treffens der Vertreter der beiden Gemeinden wurde den Eigentümern von Fair Oaks klar, dass sie, um ihre Gemeinde als striktes Wohngebiet zu erhalten, sich separat eingliedern müssten. Beide Gruppen eilten nach Sacramento, aber der Fair-Oaks-Ausschuss traf zuerst ein. Zu diesem Zeitpunkt wurde ihnen klar, dass sie den Namen Fair Oaks nicht beibehalten konnten, da es sich bereits um den Namen einer Stadt in der Nähe von Sacramento handelte. Es wurde beschlossen, Faxon Dean Atherton, der einer der ersten Grundbesitzer auf der Südhalbinsel gewesen war, zu ehren und die Stadt nach ihm zu benennen. Atherton wurde am 12. September 1923 gegründet. Im selben Jahr, 1923, wurde in Atherton der Menlo Polo Club gegründet.
Faxon D. Atherton, ein gebürtiger Massachusetts, hatte mehrere Jahre in Chile und Hawaii als Händler von Talg, Fellen und Waren verbracht. Sein Freund und Geschäftspartner Thomas Lark hatte ihm geschrieben: "Für deine Kinder gibt es ein Bildungsangebot und die Würde, auf Landgütern auf der Halbinsel San Francisco (d. h.) bequem und zugänglich zu leben. Atherton kaufte 1860 640 Acres (2,6 km²) für zehn Dollar pro Acre (2470 $/km²). Sein Haus, der Valparaíso-Park, wurde einige Jahre später gebaut. Es war einfach im Aufbau und ausreichend für seine Familie mit sieben Kindern.
Wegen der Entwicklung der Eisenbahn reisten andere San Franziskaner in den Süden und richteten Sommerhäuser ein. Die unbefestigten Straßen waren im Winter in der Regel unpassierbar, so dass die Familien nur von Mai bis September ansässig waren.
Thomas H. Selby kaufte 420 Acres (1,7 km²). Er war ein erfolgreicher Geschäftsmann und diente als Bürgermeister von San Francisco. Sein Landgut wurde „Almendral“ genannt. John T. Doyle, ein Anwalt, baute ein Haus an der Middlefield Road, „Ringwood“. James C. Flood kaufte aufeinanderfolgende Parzellen und baute ein extravagantes Herrenhaus, die Linden Towers. Dieser Stadtteil ist jetzt unter dem Namen Lindenwood bekannt. Das Anwesen von Joseph A. Donohoe war Holmgrove und ist heute der Standort der Menlo-Atherton High School. James Thomas Watkins’ Zuhause war Fair Oaks, und nach zwei Umzügen wurden die Stände heute in der Alejandra Avenue restauriert.
Die Regierung wurde mit Edward E. Eyre als erstem Bürgermeister eingesetzt. 1928 stimmten die Einwohner für den Bau eines Rathauses ab, das heute noch steht. Die frühen Bewohner wünschten sich eine Stadt, die in große Parzellen aufgeteilt sein sollte und keine Geschäfte enthalten sollte. Die Autorin Gertrude Atherton, die Schwiegertochter von Faxon D. Atherton, schrieb in The Californians: „Menlo Park (Atherton) wurde für die so genannten 'alten Familien von San Francisco' in ländliche Orte zerstückelt, die acht oder zehn Familien, denen der hochmütige Bezirk gehörte, waren so exklusiv, so konservativ, wie jede Gruppe alter Landfamilien in Europa“.
Einige wenige der großen Landbesitze wurden in den 1920er und 1930er Jahren aufgeteilt, darunter der James Flood-Besitz im Jahr 1938. In den 1940er und 1950er Jahren wurden über achtzig Unterteilungen verzeichnet. Mit der Mindestgröße von einem acre (4.000 m²) war die Ära der Großgrundbesitze vorbei. Atherton ist immer noch eine „Ebene aus Eichen“. Einheimische, lebende Eichen, Weißeichen, Buchen, Mammutbäume, Zedern, Kiefern und andere Zierbäume bedecken die sechs Quadratmeilen (16 km²) der Stadt. Es gibt etwa 50 Meilen (80 km) an Straßen. Die Bevölkerung beträgt etwa 7.500 Personen mit etwa 2.500 Haushalten.
Olive Holbrook-Palmer übergab 1958 den Holbrook-Palmer Park, einen 22-acre (89.000 m²) großen Park, an die Stadt. Es handelt sich um einen offenen, mit Bäumen bewachsenen Park, der Freizeitprogramme anbietet und über Einrichtungen für Veranstaltungen verfügt.

## Geographie
Atherton befindet sich unter 37°27′31″N 122°12′00″W.
Nach Angaben des United States Census Bureau hat die Stadt eine Gesamtfläche von 5,0 Quadratmeilen (13 km²), wovon 5,0 Quadratmeilen (13 km²) auf Land und 0,03 Quadratmeilen (0,078 km²) auf Wasser entfallen (0,63 %).
Atherton liegt zwei Meilen (3,2 km) südöstlich von Redwood City und 18 Meilen (29 km) nordwestlich von San Jose. Die Stadt gilt als Teil des Großraums San Francisco.
Die Stadt verfügt über einen Caltrain-Bahnhof, der nur an Wochenenden in Betrieb ist.

## Kultur und zeitgenössisches Leben
Es gibt eine Reihe von aktiven Gemeindeorganisationen: die Atherton Heritage Association, das Atherton Arts Committee, das Atherton Tree Committee, die Friends of the Atherton Community Library, die Holbrook-Palmer Park Foundation, die Atherton Dames, die Police Task Force und die Atherton Civic Interest League. Es gibt auch Hausbesitzer-Vereinigungen in verschiedenen Nachbarschaften. Der Menlo Circus Club ist ein privater Club mit Tennis, Schwimmen, Stallungen und einem Reitplatz in der Stadt.
Es gibt auch mehrere Trakte zeitgenössischer Eichler-Häuser, vor allem im Stadtviertel Lindenwood im Nordosten der Stadt.

## Verwaltung
Das aktuelle Landnutzungsziel von Atherton besteht darin, „den Charakter der Stadt als landschaftlich reizvolles, ländliches, dicht bewaldetes Wohngebiet mit reichlich Freiraum zu erhalten“.
In der kalifornischen Landesgesetzgebung ist Atherton im 13. Senatsdistrikt, vertreten durch den Demokraten Jerry Hill, und im 24. Assembly District, vertreten durch den Demokraten Marc Berman.
Im Repräsentantenhaus der Vereinigten Staaten befindet sich Atherton im 18. Kongressbezirk Kaliforniens, vertreten durch die Demokratin Anna Eshoo.
Die Stadt wird von der Atherton Public Library der San Mateo County Libraries, einem Mitglied des Peninsula Library System, versorgt.

## Demographie
Im September 2010 setzte das Forbes-Magazin die Postleitzahl 94027 von Atherton auf Platz 2 seiner jährlichen Liste der teuersten Postleitzahlen Amerikas. Im Oktober 2013 rückte 94027 auf Platz 1 der Liste vor, wo sie bis mindestens 2018 blieb, mit Ausnahme von 2016, als sie auf Platz 3 erschien. Im Kontext wurde Beverly Hills im Jahr 2015 auf Platz 14 eingestuft. In früheren Jahrzehnten hatte Atherton die Liste angeführt; eine 20-Jahres-Retrospektive zeigte Atherton 1998 ebenfalls auf Platz 1. Atherton ist eine der wohlhabendsten Städte der Vereinigten Staaten.

## Söhne und Töchter der Stadt
- Rick Knoop (* 1953), Autorennfahrer
- Drew Fuller (* 1980), Schauspieler